# PayPal
ПейПал (англ. PayPal) — міжнародна електронна платіжна система, яка надає послуги в транскордонному режимі будь-якій людині у світі, у якої є банківська картка. Компанія пропонує послуги з оплати та грошових переказів через Інтернет і через смартфон. ПейПал має понад 246 мільйонів активних рахунків на 203 ринках та у 56 валютах по всьому світі. Платіжна система править за посередника між продавцем і покупцем, забезпечуючи надійність оплати платіжними картками VISA, MasterCard, American Express та інших платіжних систем.
Штаб-квартира компанії розміщена в Сан-Хосе, Каліфорнія. Компанія також має операційні центри в містах Омаха, Скоттсдейл, Шарлотт, Бостон, Балтимор та Остін у США; Ченнаї та Бенгалуру в Індії; Дублін та Дандолк в Ірландії; Кляйнмахнов у Німеччині; Тель-Авів в Ізраїлі. На території Європейського Союзу PayPal проводить діяльність через банк, базований у Люксембурзі.

## Історія
Компанію утворили 2000 року через об'єднання компаній Confinity (заснували її в грудні 1998 року Максиміліан Левчин та Пітер Тіль) та X.com (засновник Ілон Маск, 1998 р.).
У 2001 об'єднана компанія змінила назву на PayPal.
У 2002 власники PayPal продали компанію одному з найбільших інтернет-аукціонів — eBay — за півтора мільярда доларів.
У 2015 PayPal та eBay розділилися і PayPal знову став самостійною компанією. Однак, попри розділення, їх бізнес залишався тісно пов'язаним. PayPal залишався основною платіжною системою на eBay як для покупців, так і для продавців. У бізнесі PayPal операції на eBay на кінець року також становили найбільшу частку. І хоча вона продовжувала зростати в абсолютному вимірі (на 10 % у четвертому кварталі 2017 року), але скорочувалась у відносному (за той же період частка зменшилася з 16 % до 13 %).
На початку 2018 eBay повідомив, що має намір змінити головного партнера з обробки платежів на данську компанію Adyen. Зміна мала відбуватися поступово, починаючи з Північної Америки (наприкінці 2018). Компанія eBay очікувала, що більшість користувачів перейде на нову платіжну систему 2021 року. PayPal повідомив, що компанія продовжуватиме постачання платіжного комплексу до середини 2020, і залишатиметься як один з варіантів розрахунків до середини 2023 року.

## Валюти PayPal
- Євро
- Долар США
- Канадський долар
- Австралійський долар
- Британський фунт стерлінгів
- Японська єна та ін.

## В Україні
До березня 2022 року отримання платежів на українські рахунки PayPal було недоступним, українські користувачі PayPal могли лише надсилати платежі з випущених українськими банками карток VISA і MasterCard, та оплачувати товари чи послуги в інтернеті. До цього PayPal не давав можливості платити та переказувати гроші в Україну.
У квітні 2015 повідомлялося про підготовку повноцінного виходу PayPal на український ринок. Наприкінці травня 2015 року Американською торговою палатою було підтримано ідею виходу PayPal в Україну. Президент асоціації Андрій Гундер направив офіційний лист-звернення на адресу НБУ та Мінекономіки з проханням усунути регуляторні бар'єри Нацбанку України для виходу системи на ринок.
Наприкінці серпня 2015 року на сайті Президента України було подано петицію з вимогою надати можливість громадянам України отримувати гроші через Paypal. Вона набрала 4 з 25 тисяч потрібних голосів.
У листопаді 2016 у ВР був зареєстрований законопроєкт № 5361 «Про внесення змін до деяких законодавчих актів України щодо регулювання переказу коштів»  [Архівовано 23 червня 2017 у Wayback Machine.] У законі йдеться, що електронними грошима можна буде оплачувати товари, послуги, податки, робити благодійні внески. А об'єкти господарювання зможуть отримувати оплату за роботи через міжнародні системи. У разі підтримки законопроєкту парламентарями, дозволить використовувати в Україні PayPal, ApplePay, GoogleWallet та інші закордонні системи електронних грошей. Окрім цього, електронні гроші випускатимуть не тільки банки, а й інші фінансові організації, а також держскарбниця.
20 червня 2017 за ухвалення за основу законопроєкту № 5361-д «Про внесення змін до деяких законодавчих актів України щодо регулювання переказу коштів», який би дав змогу резидентам України використовувати електронні гроші, голосування проводилося шість разів: найбільша кількість депутатів, які проголосували — 205 (перше голосування) при мінімально потрібних 226. Таким чином, документ повністю відхилено.
17 березня 2022 компанія офіційно почала свою роботу в Україні на тлі повномасштабного вторгнення Росії задля підтримки громадян під час війни. Громадяни України отримали можливість здійснювати P2P перекази та виводити гроші на картки українських банків, прив'язаних до особистого рахунку у PayPal.
Намагаючись надати важливу допомогу в цей складний час, PayPal оголосив про тимчасове продовження основних послуг та звільнення від комісій для українців до 31 березня 2024 року. У той час як українська громада бореться з подіями, що відбуваються в регіоні, PayPal залишається непохитною у своєму прагненні сприяти зусиллям з надання гуманітарної допомоги. Ця ініціатива підкреслює відданість PayPal підтримці народу України в цих складних умовах.